# Esquerra Mirandesa
Esquerra Mirandesa (IM) és un partit polític local de la ciutat de Miranda de Ebro. La ideologia del partit és el nacionalisme basc d'esquerres. Miranda de Ebro forma part de la província de Burgos però, segons IM, la ciutat hauria de formar part d'Àlaba i el País Basc.
Esquerra Mirandesa va ser fundat per exmembres del Partit dels Treballadors l'any 1983. No va participar en les eleccions municipals de 2007, però va aconsellar a la gent de Miranda de Ebro que viu en llocs on participava Acció Nacionalista Basca (ANV) que el votessin. A les eleccions municipals de 2015 IM va aconseguir un regidor i el 6,16% dels vots.